# Cecil Cleve Cox
Cecil Cleve Cox (ur. 1875 w Christchurch, zm. 9 września 1941 w Geelong) – nowozelandzki tenisista.

## Kariera tenisowa
W grze podwójnej Cox osiągnął w 1906 roku finał Australasian Championships (obecnie Australian Open) w parze z Harrym Parkerem. Spotkanie o tytuł para Cox–Parker przegrała z Rodneyem Heathem i Anthonym Wildingiem.

### Gra podwójna (0–1)
| Końcowy wynik | Nr | Data | Turniej                                  | Nawierzchnia | Partner      | Przeciwnicy                  | Wynik finału  |
| ------------- | -- | ---- | ---------------------------------------- | ------------ | ------------ | ---------------------------- | ------------- |
| Finalista     | 1. | 1906 | Australasian Championships, Christchurch | Trawiasta    | Harry Parker | Rodney Heath Anthony Wilding | 2:6, 4:6, 2:6 |